# Molice vlaštovičníková
Molice vlaštovičníková je druh polyfágního hmyzu sajícího na rostlinách. Molice vlaštovičníková byla hlášena jako nový škodlivý organismus v Austrálii v roce 1997.

## EPPO kód
ALEUPR

## Synonyma patogena

### Vědecké názvy
Podle EPPO je pro patogena s označením molice vlaštovičníková (Aleurodes proletella) používáno více rozdílných názvů, například Aleyrodes brassicae nebo Aleyrodes proletella.

## Zeměpisné rozšíření
Vyskytuje se přirozeně v části Severní polokoule, v některých částech Evropy, Asie a Afriky. V Evropě je běžným druhem. Odtud se rozšířila do Severní a Jižní Ameriky a Austrálie.

## Popis

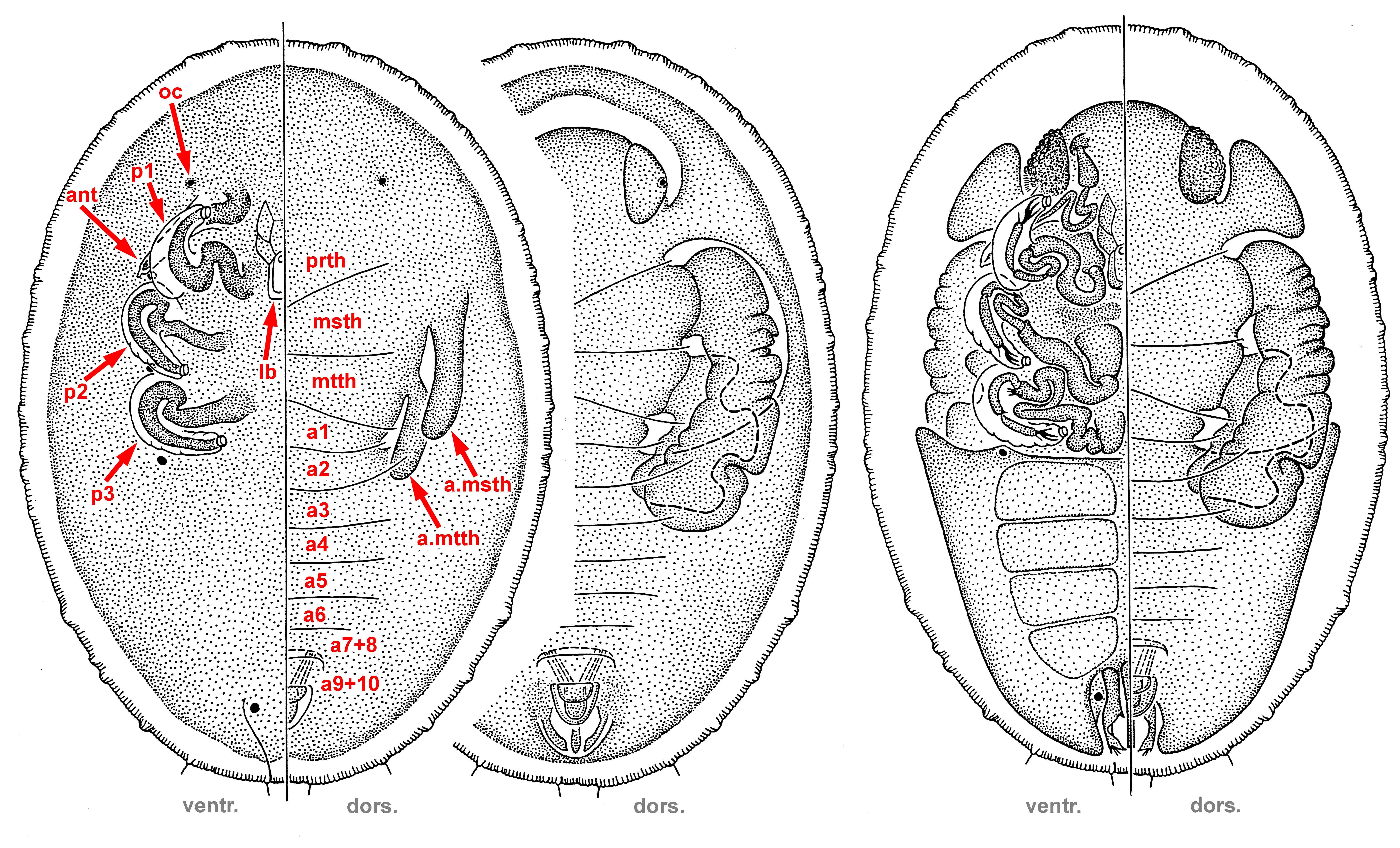
Orgány larev.

Dospělci jsou 1,5–2 mm velký okřídlený hmyz. Křídla jsou bílá se čtyřmi šedými skvrnami a jsou pokryta voskovitými šupinkami. Je to lom světla na šupinkách, který dává hmyzu bílou barvu. Hlava a hrudník jsou tmavé, zatímco spodní strana je žlutá a rovněž potažena vrstvou vosku. Oči jsou červené. Dospělci se shromažďují především na spodní straně listů vrcholových částí rostlin.
Oválná vejce bývají kladena na spodní straně listů. Na začátku jsou světlá a průsvitná, ale po určité době tmavnou. Ke snášce vajec dochází od poloviny května do září. Každá samička klade asi 150 vajíček. Larvy jsou přisedlé a ploché, velké asi 1 mm. První stádium je pohyblivé, 2–4 stádium ztrácí končetiny a tykadla zakrňují. Pupária molic mají typický oválný tvar.

## Biologie
Samička klade vajíčka na spodní straně listů. Asi za týden se líhnou larvy. Celý larvální vývoj může trvat 9–18 dnů. První stádium je pohyblivé, další tři přisedlé. Larvy sají na listech nebo stoncích poblíž vodivých pletiv. V posledním stádiu se larva mění v pupárium. Pupárium je světlé barvy s červenýma očima. Dospělci žijí asi 3–6 týdnů, během kterých může samička naklást několik set vajíček (uváděno asi 150). Za příznivých podmínek může celý životní cyklus být dokončen do 3–6 týdnů.
V pohoří Pamír v Rusku je počet generací nižší (2–3), než v nížinách (6).
Molice vlaštovičníková je polyfág má širokou řadu hostitelů. Kromě jahodníku velkoplodého a zeleniny (především z čeledi brukvovité), poškozuje i okrasné rostliny. Ve střední Evropě se vyskytuje jako běžný parazit na bylinách.
Hostitele lze najít v čeledích:
- Apiaceae
- Asteraceae
- Balsaminaceae
- Berberidaceae
- Brassicaceae
- Campanulaceae
- Euphorbiaceae
- Fabaceae
- Fagaceae
- Papaveraceae
- Ranunculaceae
- Scrophulariaceae
- Cruciferae
- Compositae

## Význam
Larvy škodí přímým sáním. Molice vlaštovičníková je významným škůdcem polní pěstované zeleniny. Molice jsou také přenašeči virových chorob rostlin, sání vede k chřadnutí rostlin, tvorbě chloróz a vadnutí listů. Medovice, kterou hmyz vylučuje znečišťuje plody, listy, květy. Medovice také ztěžuje pesticidní ošetření rostlin a snižuje kvalitu produkce.
Molice vlaštovičníková může při pozdním zásahu zeleninu i zcela znehodnotit. Porosty je třeba ošetřit při zjištění prvních výskytů škůdce registrovanými přípravky s přídavkem smáčedla a ošetření dle potřeby zopakovat.
Příznaky napadení rosstlin jsou dospělci, podobní bílým muškám, vyletující zpod listu, a přítomnost dospělců a larev sajících ve velkých skupinách na spodní straně listu. Při vysoké populační hustotě škůdce dochází ke chřadnutí rostlin, tvorbě chloróz a vadnutí listů. Medovice tvořená larvami, znečišťuje listy, plody a květy, vyvíjí se na ní povlak tvořený saprofytickými houbami, černěmi, tzv. sazovitost.
Okřídlení dospělci umožňují snadné šíření. Molice vlaštovičníková se šíří také pomocí mezinárodního obchodu.

## Ochrana rostlin
Kromě chemické a biologické ochrany je v prodeji kapalné hnojivo na listy (s obsahem boru) kde je inzerována jako účinná látka pomerančový olej, přípravek má podle údajů prodejce negativní vliv na molice – omezuje výskyt savých a žravých škůdců (mšic, molic, svilušek, třásněnek a dalších). Míra účinnosti není uvedena.
Prevencí je včasná likvidace zbytků napadených rostlin spálením a podpora přirozených nepřátel molice diverzifikací krajiny. Ti zahrnují vosičky rodu Encarsia, parazitoidy Eretmocerus mundus dravé ploštice rodu Orius a druhy z rodu Euderomphale.

### Chemická ochrana
V případě potřeby potřeby se provádí postřik insekticidy, a to buď olejovými preparáty nebo organofosfáty na bázi pirimiphos methylu.
Seznam podle agromanual.cz
- ACTELLIC 50 EC
- Mospilan 20 SP
- Karate zeon 5SC
- BIOLAAGENS - EF
- BIOOL
- CAREO Koncentrát proti škůdcům
- CAREO Postřik proti škůdcům
- COM 109 01 I PR
- ERCAL
- CHESS 50 WG
- NEUDOSAN
- NEUDOSAN AF
- NINJA
- PLENUM

## Další druhy rodu
- Molice skleníková